# Préfecture de Toyama
Toyama (富山県, Toyama-ken, « mont riche » en japonais) est une préfecture du Japon située dans la région du Chūbu.

## Géographie
Située au bord de la mer du Japon, elle est bordée des préfectures de Niigata, Nagano, Gifu et Ishikawa.

### Villes
Liste des 10 villes de la préfecture :
- Himi
- Imizu
- Kurobe
- Nanto
- Namerikawa
- Oyabe
- Takaoka
- Tonami
- Toyama (capitale)
- Uozu

### Districts, bourgs et villages
Liste des 2 districts de la préfecture, ainsi que de leurs 4 bourgs et unique village :
- District de Shimoniikawa
  - Asahi
  - Nyūzen
- District de Nakaniikawa
  - Funahashi (village)
  - Kamiichi
  - Tateyama

## Culture
La ville de Takaoka est connue pour son buddha, l'un des trois plus grands du Japon après ceux de Nara et Kamakura.

## Jumelage
La préfecture de Toyama est jumelée avec les municipalités ou régions suivantes :
- Liaoning (Chine) depuis le 9 mai 1984 ;
- Kraï du Primorie (Russie) depuis le 26 août 1992 ;
- Oregon (États-Unis) depuis le 19 octobre 1991 ;
- État de São Paulo (Brésil) depuis le 18 juillet 1985.